# Gabriele Franziska Götz
Gabriele Franziska Götz (* 1954 in Berlin) ist eine deutsche Kommunikationsdesignerin und Hochschullehrerin.

## Leben
Sie lebt in Amsterdam. Götz studierte Visuelle Kommunikation an der Hochschule der Künste Berlin (UdK) und am California Institute of the Arts in Los Angeles. 1987 wurde sie Diplom-Designerin, 1988 Meisterschülerin an der UdK. 1988–1990 war sie freiberufliche Gestalterin in Amsterdam und arbeitete dort u. a. mit Studio Anthon Beeke, UNA und Total Design zusammen. 1991 gründete sie „ambulant design“ Ein-Frau-Studio. Sie entwickelte verschiedene Projekte in Zusammenarbeit mit Verlagen, Instituten, Galerien (u. a. Galerie Paul Andriesse), Autoren, Kunsthistorikern und Künstlern: Marlene Dumas, Lidwien van de Veen, John Gossage, Holger Bunk und dem niederländischen Beitrag zur Biennale von Venedig 2009 für Fiona Tan.
In verschiedenen Projekten ist sie international tätig und verantwortlich für Konzeptentwicklung, Bildredaktion, Typografie, Gestaltung und Produktion mit unterschiedlichen Medien. Sie reist und arbeitet zwischen Berlin, Stuttgart, Zürich, Paris, Amsterdam, Kassel. Sie hat für ihre Arbeiten internationale Preise gewonnen. Ihre Arbeiten sind in Publikationen im In- und Ausland veröffentlicht worden.
1991–2001 war sie Professorin für Visuelle Kommunikation an der Merz Akademie Stuttgart, 2001–2007 Kerndocent für Visuelle Kommunikation an Avans Hogeschool, Akademie voor Kunst en Vormgeving St. Joost in Breda/’s-Hertogenbosch in den Niederlanden und 2008–2020 war sie Professorin für Redaktionelles Gestalten an der Kunsthochschule Kassel.